# Bernhard Glass
Bernhard Glass (ur. 6 listopada 1957 w Stapelburgu) – niemiecki saneczkarz reprezentujący NRD, mistrz olimpijski i brązowy medalista mistrzostw Europy.

## Kariera
Największy sukces w karierze osiągnął w 1980 roku, kiedy zdobył złoty medal na igrzyskach olimpijskich w Lake Placid. W zawodach tych wyprzedził bezpośrednio Włocha Paula Hildgartnera i Antona Winklera z RFN. Był to jego jedyny start olimpijski. Nigdy nie zdobył medalu mistrzostw świata, jednak w 1979 roku wywalczył brązowy medal na mistrzostwach Europy w Oberhofie.
Po niezakwalifikowaniu się do reprezentacji NRD na igrzyska olimpijskie w Sarajewie w 1984 roku zakończył karierę. Pracował później jako trener w Oberhofie, gdzie prowadził między innymi Silke Kraushaar.

## Osiągnięcia

### Igrzyska olimpijskie
| Rok  | Miejsce     | Jedynki |
| ---- | ----------- | ------- |
| 1980 | Lake Placid | 1.      |